# Сухас Лалинакере Јатираџ
Сухас Лалинакере Јатираџ (Хисар, 2. јул 1983) је индијски парабадминтон играч и свјетски број 1 у категорији мушкарци појединачно (мушки сингл). Освојио је сребрне медаље на играма у Токију 2020. и Паризу 2024. године, чиме је постао једини индијски пара-бадминтон играч који је освојио медаље заредом на Играма.
Јатираџ је такође службеник ИАС-а у генерацији Утар Прадеша из 2007. године и служио је као окружни судија Гаутам Буда Нагар и Прајаграџ. Освојио је златну медаљу на Националном првенству у парабадминтону 2018. године. Такође је инжењер који је дипломирао на Националном институту за технологију у Сураткалу. Он је једини службеник ИАС-а у Индији који је освојио параолимпијску медаљу и награду Арџуна.
На Азијском парабадминтон првенству 2016. године, у Пекингу, Кина, постао је први индијски бирократа који је освојио професионално међународно првенство у бадминтону. Освојио је злато побједивши Харија Сусанта из Индонезије у финалу када је обављао функцију окружног судије у Азамгарху. Привукао је међународну пажњу када је освојио злато и постао први активни индијски бирократа који је представљао и освојио медаљу за Индију на глобалном нивоу.
У децембру 2016. године, постао је добитник највишег цивилног одликовања Утар Прадеша, Јаш Бхарти, које је примио 1. децембра 2016. године од бившег главног министра Утар Прадеша, Ахилеша Јадава. Дана 3. децембра, на Међународни дан особа са инвалидитетом, добио је награду од државне владе за своје резултате у пара спорту. Такође држи значајан рекорд за освајање многих награда док је служио у свом званичном својству. Награђен је за своје резултате од стране гувернера Утар Прадеша за његове дужности у вези са изборима, од стране министра прихода и председника Одбора за приходе за дужности у вези са администрацијом прихода. Сухаса такође подржава Фондација ГоСпортс кроз програм Пара шампиона.
Од именовања у фебруару 2023. године, обавља функцију секретара и генералног директора за добробит младих и Прантија Ракшак Дал, одјељења Владе Утар Прадеша.

## Рани живот и образовање
Сухас Лалинакере Јатираџ је рођен, као син Јатираџа Л. К. (покојник) и Џајашри Ц. С. у Хасану, Карнатака. Брат: Шарат Л. Ј. Његово рано школовање је било у Дуди, близу округа Хасан. Пошто му је отац био државни службеник, морао је да путује и сели се са оцем током његових служби на различитим мјестима. Већи дио средњег образовања стекао је на независном колеџу DVS Шивамога, Карнатака. Дипломирао је на Националном институту за технологију, Сураткал, Карнатака, смијер рачунарске науке и инжењерство 2004. године, постигавши одличан успјех.

## Заузимане функције
| Позиција                  | Локација           | Трајање               |
| ------------------------- | ------------------ | --------------------- |
| Приправник                | Aгрa               | 1. година             |
| Заједнички судија         | Азамгарх           | 1 година и 3 мјесеца  |
| Главни директор за развој | Матура             | 4 мјесеца             |
| Окружни судија            | Махараџгандж       | 3 мјесеца             |
| Окружни судија            | Хатрас             | 10 мјесеци            |
| Окружни судија            | Сонбхадра          | 3 мјесеца             |
| Окружни судија            | Jaунпур            | 2 године и 3 мјесеца  |
| Окружни судија            | Азамгарх           | 1 година и 11 мјесеци |
| Окружни судија            | Прајаграј          | 1 година и 4 мјесеца  |
| Окружни судија            | Гаутам Будха Нагар | Актуелно              |

## Приватни живот
Сухас је ожењен са Риту Сухас, која је изабрана за госпођу У.П. на такмичењу за госпођу Индије 2019. године,службеницом Покрајинске државне службе (Утар Прадеш) која тренутно ради као ADM (администрација) у Газиабаду. Његова ћерка Санви има 13 година, а син Виван 9 година. Његова супруга је такође награђена за одличан рад на подизању свијести бирача на општим изборима.

## Награде и признања

### У спорту
- Добитник награде Арџуна (друга највиша спортска награда послије Кел Ратне) (2021)
- Јаш Бхарти, највише цивилно признање Утар Прадеша (2016)[5][6]
- Најбољи параспортиста, од стране државне владе Утар Прадеша на Међународни дан особа са инвалидитетом 3. децембра 2016. у Лакнауу
- Спомен-честитка председника БАИ (Бадминтон савеза Индије) током ПБЛ (Премијер бадминтон лиге) у Лакнауу 6. јануара 2017.
- Поводом Националног дана спорта 2017. (29. августа 2017.), добио је посебну награду од уваженог главног министра Утар Прадеша за освајање међународних медаља за земљу, а такође је добио и новчану награду од 10 лака рупија и захвалницу.[23]

### У администрацији
- Године 2016. добио је Јаш Бхарти, највише цивилно признање Уттар Прадана.[1]
- У ужем избору за награду премијера за одличан рад у оквиру награде Прадхан Мантри Џан Дхан[24]
- Развијена мобилна апликација за Купосхан ка Дарпан и Прегнанти ка Дарпан, за помоћ неухрањеној дјеци и трудницама[тражи се извор]
- Развијена мобилна апликација за помоћ бирачима са инвалидитетом током општих избора[потребан цитат]
- Додјељена од стране министра прихода, Владе Утар Прадана и председника Одбора за приходе за одличан рад у администрацији[тражи се извор]
- Додјељена од стране уваженог гувернера Утар Прадана за добар рад у вези са изборима[тражи се извор]
- Током свог мандата као окружни судија у Азамгарху, такође је у ужем избору за награду премијера за примерен рад у оквиру награде PM Џан Дхан Јојна на Дан државне службе 2016. године[тражи се извор]